# SV Tasmania Berlin
SV Tasmania Gropiusstadt 1973 Berlin – niemiecki klub piłkarski, będący w sezonie 2021/22 beniaminkiem w Regionallidze (czwarty poziom ligowy), mający siedzibę w mieście Berlin (okręg – Gropiusstadt).

## Historia
- 02.06.1900 – został założony jako Rixdorfer TuFC Tasmania
- 1907 – zmienił nazwę na Rixdorfer FC Tasmania 1900
- 1912 – zmienił nazwę na Neuköllner SC Tasmania 1900
- 1945 – został rozwiązany
- 1946 – został na nowo założony jako SG Neukölln-Mitte
- 1949 – zmienił nazwę na SC Tasmania 1900 Berlin
- 1973 – został rozwiązany (ogłosił upadłość)
- 03. 02. 1973 – został na nowo założony jako SV Tasmania 1973 Neukölln
- 2000 – zmienił nazwę na SV Tasmania 1973 Gropiusstadt

## Sukcesy
- 11 sezonów w Oberlidze Berlin (1. poziom): 1949/50-1951/52 i 1955/56-1962/63.
- 1 sezon w Bundeslidze (1. poziom): 1965/66.
- 9 sezonów w Regionallidze Nord (2. poziom): 1963/64-1964/65 i 1966/67-1972/73.
- mistrzostwo Berlina: 1909, 1910, 1911, 1959, 1960, 1962, 1964 i 1971
- Puchar Berlina: 1957, 1960, 1961, 1962, 1963, 1970 i 1971

## Reprezentanci kraju grający w klubie
- Abu Njie
- Momar Njie
- Timo Uster
- Zijad Arslanagić
- Ulrich Borowka
- Horst Szymaniak